# Casiokids
Casiokids es una banda de synthpop originaria de Bergen, Noruega formada en 2005. La banda está compuesta por Ketil Kinden Endresen, Fredrik Øgreid Vogsborg, Johnsen Omar y Kjetil Bjøreid Aabo. En Noruega firmó con la discográfica Universal Music, Polyvinyl Record en América del Norte, Flake Records en Japón, Pop Frenzy en Australia y Moshi Moshi Records para el resto del mundo. La banda ha realizado parte de la banda sonora del videojuego FIFA 10 con su canción «Fot i Hose» y también colaboró con el Pro Evolution Soccer 2012 utilizando su canción «Dresinen».

## Discografía
- Fuck MIDI (2007)
- Topp Stemning På Lokal Bar (2010)
- Aabenbaringen over aaskammen (2011)